# DesktopBSD
DesktopBSD（デスクトップビーエスディー）とはFreeBSDをデスクトップパソコン向けに特化したFreeBSDディストリビューションである。
2004年、オーストリアのリンツに住むPeter Hoferにより開発がスタートし、2006年3月28日にDesktopBSD 1.0がリリースされた。
デスクトップ向けに特化した特徴として、グラフィカルインストーラーを数回クリックするだけでインストールが始まり、KDE・Firefox・Thunderbird・OpenOffice.org・VLC・amaroK・Pidginなどがインストールされたデスクトップ環境が用意され、初心者にとっては最大の障壁となるデスクトップ環境の設定を全て自動で設定してくれる。
現在、PC-BSDのpbiのような独自パッケージシステムは持っておらず、FreeBSDのPortsやtbzを利用しているが、GUI上でパッケージ管理が出来るPackage Manager (dbsd-pkgmgr)というものが存在する。
1.7の時点では日本語はサポートされていない模様だが、自分で日本語環境をインストールすれば使える。
2009年のリリースを最後に、現在開発は停止している。